# 德雷克 (歌手)
奥布里·德瑞克·葛拉漢（英語：Aubrey Drake Graham；1986年10月24日—），加拿大饒舌歌手、歌手、詞曲作家、企業家、監製及演員。他最初因在電視劇《Degrassi》中飾演吉米·布瑞克斯一角而成名。
德瑞克的2009年迷你專輯《So Far Gone》催生熱門單曲《Best I Ever Had》《Successful》。其首張錄音室專輯《稍後感謝我》（Thank Me Later）於2010年發行並在告示牌二百強專輯榜上登頂，收錄了單曲《Over》和《Find Your Love》。專輯獲得美國唱片業協會的鉑金銷售認證。他的第二張錄音室專輯《呵護》（Take Care）於2011年發行並成為了其職業生涯上至今最成功的專輯。專輯在美國和加拿大登頂並催生熱門單曲《Healines》、《Take Care》、《Make Me Proud》和《The Motto》。歌曲《The Motto》使得YOLO一詞在網路上普及開来。為了宣傳專輯，德瑞克開始了全球巡演Club Paradise Tour。該巡演收入4200萬美元，成為了2012年最成功的嘻哈巡演。他的第三張錄音室專輯《事過境遷》（Nothing Was The Same）於2013年9月24日發行，同期發行的單曲《從底部開始》（Started From The Bottom）、《撐住，我們要回家了》（Hold On, We're Going Home）對專輯起到了宣傳作用。
德瑞克擁有五百萬的全球專輯銷量。其音樂作品使其获得三座葛萊美獎、三座朱諾獎、六座黑人娛樂電視獎（BET Awards），並打破了一些告示牌紀錄。在告示牌熱門饒舌歌曲榜上，德瑞克擁有12首冠軍單曲，在2012年8月打破Jay-Z的紀錄成為在該榜單上擁有最多冠軍單曲的歌手。他與50 Cent成為了在該榜單上唯一兩位同時佔有榜單前三位的藝人。
德瑞克以C. Papi的名字同時担任專輯制作人，並為艾莉西亞·凱斯、杰米·福克斯、崔·頌創作歌曲。他作為配音員出现在冰原歷險記4：板塊漂移中。德瑞克與蕾哈娜在2012年MTV音樂錄影帶大獎中獲得最多提名。他在2012年MTV's Hottest MCs in the Game VII列表中排名第二。根據Mediabase的數據，德瑞克成為2012年排名第一的節奏藝人（Rhythmic artist）。

## 生平與職業生涯

### 1986年~2005年：早年生活與演藝生涯
奥布里·德瑞克·葛拉漢於1986年10月24日出生在加拿大安大略省多倫多聖米高醫院。母親Sandi Graham（婚前姓 Sher）是一名加拿大猶太裔英语教師兼花匠。父親Dennis Graham是一名来自田纳西州孟菲斯市的非裔美國人鼓手，並與杰瑞·李·路易斯一同表演過，也是一名天主教徒。貝司吉他手Larry Graham和唱作人Teenie Hodges是德瑞克的叔伯。德瑞克曾經在一所猶太日校（Jewish day school）上學，13歲時接受了猶太教的成年禮（Bar Mitzvah）儀式。
他的父母在他五歲時離婚。兩人離婚後，他和母繼續留在多倫多，而他的爸爸則決定回到孟菲斯老家另謀生路。德瑞克小時候去孟菲斯探望父親的時候，親眼見證了父親被警察帶走，外加上之前的家庭變故，他的生活跌入低谷。他隨後由母親撫養，住在兩個風格各異的多倫多街區。在六年級前他都住在以工薪階層為主的威斯頓路的西邊；在2000年，他搬至富裕的Forest Hill社區。青少年時期他加入维斯頓红翼曲棍球。他如此描述他的母親：「她盡可能為家裡著想。她給我們找了可以容身的半幢房子。其他的人住在房子的上面一半，我們住在底下的一半。我住在地下室，我媽媽住在一樓。房子不大也不奢侈。那就是我們當時能夠負擔得起的房子。」這時德瑞克開始在Forest Hill大學研究所，在其中他學校研究所上學。他中途轉學至沃恩公路學院，這所學校被他描述為「無論如何不是好混的學校。非常艱難。」儘管他再次輟學，但他最終在2012年從沃恩公路學院畢業。
15歲時，德瑞克碰到了一位經理人，是他高中朋友的父親。他為德瑞克在加拿大電視影集《迪格拉絲中學的下一代》中安排了吉米·布瑞克斯一角。在劇集中布瑞克斯飾演籃球明星，因同學槍擊而殘廢。德瑞克如此描述他早期演藝生涯對家庭的影響：「我媽媽病得很重。我們非常貧困，接近破產。我唯一的經濟來源就是演戲。但這些錢分攤後也不是那麼的多。一季的加拿大電視劇的薪水低於教師的薪水。我會告訴你這麼多。這一定不是輕易得來的新人電視劇的薪水低於教師的薪水。我會告訴你這麼多。這一定不是輕易得來的新人」Drake的戲份於2009年遊戲結束了電影以製作方的戲份於2009年。

### 2006年～2009年：mixtape與《So Far Gone》的發行
在2006年，德瑞克個人出版了他的首張混音帶，名為《Room for Improvement》。这張混音帶請到了崔·頌和卢佩·菲亚斯科與他合唱。他將這張mixtape描述為「非常簡單，電台友好，但不太令人滿意。」他聲稱自己受到Jay-Z, Clipse,Talib Kweli, Mos Def以及歌手Anthony Hamilton和Maxwell的影響。 2007年他發行了另一張mixtape，名為《Comeback Season》。其中與崔·頌的合唱曲目《Replacement Girl》作為單曲發行並附帶音樂錄影帶。同年，德瑞克成為了第一位未簽約就使音樂錄影帶登上黑人娱樂電視台（即BET）的加拿大饒舌歌手。德瑞克也與李爾·韋恩做了《Man of the Year》的freestyle。
在2008年，Rap-A-Lot的創立者Jas Prinston給了李爾·韋恩一些德瑞克的音樂，韋恩立即邀請德瑞克飛至休斯頓與他一同巡迴演出。在此期間德瑞克和韋恩錄製了許多歌曲，包括《Ransom》、《I Want This Power》的原始版本、德瑞克歌曲《Brand New》的混音版。
2009年2月13日，德瑞克發行了他的第三張mixtape,名為《So Far Gone》，在他的部落格網站上提供免費下載，在發行後的兩小時內下載量便超過2000。這把mixtape在地下取得極大成功，最後在電台上成功。由於單曲《Best I Ever Had》和《Successful》的成功，mixtape中的五首歌曲單獨編為一張EP發行。自此，德瑞克開始與蕾哈娜、DJ卡利、Young Money、Jay-Z、肯爺韋斯特、Eminem、Young Jeezy、Mary J. Blige、提姆巴蘭、Birdman、崔·頌、吉米·福克斯合作。他同時為艾莉西亞·凱西和Dr. Dre寫歌。《So Far Gone》較前作而言獲得了大得多的商業與樂評的成功，因此被評價為他商業與樂評的突破。 2009年7月4日公佈的告示牌百強單曲榜上，《Best I Ever Had》和《Every Girl》同時打入前十，使德瑞克成為了歷史上第二位在同一周內擁有職業生涯中第一第二首前十熱曲的歌手。 2009年6月29日，德瑞克被正式確認與Young Money Entertainment簽訂唱片合约。德瑞克與李·韋恩和其他饒舌藝人参加America's Most Wanted Tour巡演。2009年7月31日，德瑞克由於膝蓋前交叉韌帶撕裂而入院並在9月8日接受手術。2009年9月15日，《So Far Gone》的7首曲目版本EP發行，其中5首来自原mixtape。專輯在告示牌二百強專輯榜上排名第六。專輯在美國銷量超過50萬而被美國唱片業協會認證為黄金專輯。2010年4月18日專輯在2010年朱諾獎上獲得年度最佳饒舌錄音獎。

### 2010年～2011年：《稍後感谢我（Thank Me Later）》
德瑞克原計劃將自己的首張錄音室專輯《Thank Me Later》在2008年後期發行，但專輯被推遲至2010年5月25日，後又被推遲三週至6月15日。當日，2萬5千名粉絲聚集於紐約南街海港要求一場德瑞克和Hanson的免費演唱會，隨後引發騷亂。專輯首周售出44.7萬，使其在公告牌二百強專輯榜上空降第一，亦打破了2010年任何一張說唱唱片單週銷量紀錄。然而，Eminem在一周後打破了這個紀錄。這張專輯包括了坎耶·韋斯特、Jay-Z、李·韋恩的合作，原定的與崔頌、Danny!的合唱被放棄。
2010年5月9日，德瑞克發行了專輯首支單曲《Over》。單曲受到大量歡迎，獲得了銷售和樂評的成功，在告示牌百大單曲榜上最高排名為第14名並在告示牌說唱歌曲榜上登頂。單曲在第53屆葛萊美獎上獲得一個最佳說唱歌手的提名。 2010年5月12日，Young Artists for Haiti錄製的版本《Wavin' Flag》發行，德瑞克參與了錄音。 6月，德瑞克原本計劃在遊戲Gears of War 3中扮演角色但最終被他人取代。 2010年4月29日，消息指出德瑞克已經完成了《Thank Me Later》，隨後被團隊確認。 同時團隊透露專輯的第二支單曲名為《Find Your Love》。
《Find Your Love》於5月5日發行。樂評稱讚德瑞克在歌曲中對歌曲演唱（區別於說唱）的嘗試，並將其與坎耶·韋斯特專輯《808s & Heartbreak》中的作品進行比較。 《Find Your Love》成為了專輯中最成功的單曲，在告示牌百大單曲榜上最高排名第五並獲得美國唱片業協會的白金唱片認證。單曲在國際市場也獲得成功，成為了德瑞克在英國和運動員的首張進入前四十的單曲。至今它仍是德瑞克在加拿大的唯一一首前十名單曲。歌曲的音樂錄影帶在牙买加金斯顿拍攝，其劇情惹惱了牙買加旅遊局長。專輯的第三首單曲名為《Misss Me》，與李韋恩合唱，於2010年6月1日發行。單曲獲得了中等程度的商業成功，在百強單曲榜上到達第15名。專輯第四支單曲為《Fancy》。歌曲在2010年MTV音乐录影带奖與玛丽·布莱姬與一史威兹·毕兹同表演。單曲成為了專輯中商業最不成功的單曲，在告示牌百大單曲榜上排名第25，但在告示牌說唱歌曲榜上登頂並獲得了一個葛萊美提名。德瑞克主持了第一屆OVO Festival。德瑞克於2010年9月20日開始世界巡演，首站為迈阿密。巡演经過美國主要城市，於11月6日在拉斯维加斯结束。

### 2011～2012年：《保重（Take Care）》
德瑞克在2010年11月17日宣布第二張錄音室專輯名為《Take Care》。專輯原定於2011年10月24日發行，隨後延期至11月15日正式發行。在2011年1月下旬Indirewire宣稱德瑞克正在談判加入Eva Green和Susan Sarandon參與電影Arbitrage的拍攝，但計劃隨後被取消。 《Dreams Money Can Buy》和《Marvins Room》分別於5月20日和6月9日在德瑞克的博客上發布，前者是非專輯曲目，而後者因為巨大的電台播放而在7月22日在iTunes上作為宣傳單曲發行。單曲被美國唱片业协会認證為黃金唱片並在告示牌百強單曲榜上排名21、在熱門R&B/說唱歌曲榜上排名前十。歌曲的音樂錄影帶在6月28日發行，表現其在酒吧的憂鬱。
首支單曲（頭條）《Headlines》在2011年8月9日發行，獲得了樂評和商業上的成功，在百強單曲榜上排名13並最終成為美國和加拿大的鉑金唱片。這首單曲成為他第十次在告示牌熱門饒舌歌曲榜上登頂，使其成為在該榜單上取得最多冠軍單曲的藝人。歌曲的音樂錄影帶於2011年10月2日發行，描述德瑞克在多倫多周圍不同地點表演饒舌。他在2012年1月加拿大國家冰球联盟全明星賽上表演《Headlines》。
《Make Me Proud》是專輯中的第二支單曲，在2011年10月16日發行。單曲與妮琪·米娜合唱。單曲獲得了商業上的成功，在告示牌百強單曲榜上排名第九。單曲從97位跳至第9位，創下了告示牌百強單曲榜上男歌手歌曲排位的最大跳升幅度。歌曲在告示牌說唱歌曲榜和告示牌R&B/嘻哈歌曲榜上都登上冠軍寶座，成為了德瑞克在兩個榜單上第11支和第8支冠軍單曲。
《The Motto》是專輯的第三支單曲，於2011年11月29日發行，與小韋恩合唱，成為德瑞克最成功的單曲之一，在告示牌百強單曲榜上排名第14，並在告示牌饒舌歌曲榜和告示牌R&B/嘻哈歌曲榜上登頂。與Jay-Z一同成在告示牌R&B/嘻哈歌曲榜上獲得冠軍單曲數最多的饒舌歌手。歌曲在全美推廣了YOLO這一縮寫，即You Only Live Once（你只能活一次）。歌曲的音樂錄影帶在2012年2月10日發行，Young Money旗下藝人Tyga、E-40和Mistah F.A.B.均有出鏡。
專輯同名歌曲《Take Care》作為第四支單曲在2012年2月21日發行，與蕾哈娜合唱。歌曲成為了德瑞克最大的全球熱門清單，在澳洲、丹麥、紐西蘭和英國排行榜均打入十強。單曲在美國賣出兩百萬，成為了《The Motto》後第二首在美國獲得雙白金認證的單曲。音樂錄影帶多次延後發行，最後於2012年4月6日發行（同日發行了第五支單曲《HYFR (Hell Ya Fucking Right)》的音樂錄影帶。《Take Care》的音樂錄影帶大獲讚賞，並在2012年MTV音樂錄影帶大獎上獲得四項提名。
《HYFR (Hell Ya Fucking Right)》作為專輯的第五支單曲於2012年4月24日發行，在告示牌百強單曲榜上排名第62，以五千萬的銷量獲得黃金認證。音樂錄影帶獲得MTV音樂錄影帶大獎的最佳嘻哈影片獎。 2012年12月，FUSE TV將歌曲列入2012年40大歌曲。

### 2012年~2015年：《時過境遷》(Nothing Was the Same)和其他商業混音輯
德瑞克和製作人Noah "40" Shebib建立了一個名為OVO Sound的廠牌。該廠牌目前是以華納兄弟唱片公司為發行廠牌。第一位簽約的藝人為加拿大男歌手PartyNextDoor。另外廠牌簽約了製作人Boi-1da、T-Minus和Mike Zombie。 2012年，Jake One為德瑞克製作了一首歌曲，原本預期在第三屆OVO Fest前發行。 2012年6月26日，德瑞克在Vimeo上上傳了影片作為歌曲的預告。在英國的巡迴演出中，德瑞克在訪談中聲明他已經在製作自己的第三章錄音室專輯。他已經與40（註：製作人名字）合作，並希望與Jamie xx在專輯中有更多合作。他同時聲稱新專輯將與《Take Care》風格不同。
德瑞克參與了Rick Ross歌曲《Diced Pineapples》、Kendrick Lamar歌曲《Poetic Justice》和ASAP Rocky歌曲《Fuckin' Problems》。 2012年12月5日，德瑞克的個人廠牌OVO與華納兄弟簽訂協議，使其以華納兄弟唱片公司為發行廠牌。
在2013年1月，德瑞克開始拍攝《從頭做起》（Started from the Bottom）的音樂錄影帶，導演為Director X。德瑞克隨後聲明歌曲將作為專輯的首支單曲發行，發行時間為第55届葛萊美獎舉辦當天的晚上。但最終單曲在2013年2月1日公開並在5天後在iTunes上銷售。在第55屆葛萊美獎上德瑞克以專輯《Take Care》獲得最佳饒舌專輯獎，同時他宣布新專輯將命名為《物換星移》（Nothing Was the Same）。 2013年3月他公開了專輯中的一首歌曲《5 AM in Toronto》，是《Thank Me Later》中《9 AM in Dallas》的續篇。 8月時釋出《Hold On, We're Going Home》一曲，成為這張專輯最暢銷單曲。終於，在2013年9月24日，《物換星移》釋出，billboard 200初登場就第一名，首周就銷售658,000張。
在2015年2月12日，在未事前宣布的情況下，他在itunes上發布《If You're Reading This It's Too Late》的商業混音帶。它在2015年銷售超過一百萬單位。在同年的9月20日，德瑞克和未來小子合作混音影集《What a Time to Be Alive》釋出，初登場也第一名，其中單曲《Jumpman》非常暢銷。

### 2016年~2017：《傲視》(Views)和《More Life》
在2016年1月德瑞克宣布第四張個人專輯將在春天發行。不久釋出了宣傳單曲《Summer Sixteen》，雖在billboard單曲榜上初登場第六，但受到一些人的批評。在4月5日，德瑞克釋出兩首先發單曲，《Pop Style》和《One Dance》。《One Dance》獲得相當大的商業成功，很快地就升到billboard單曲榜第一名，且在英國金榜第一名盤踞多周、在世界多國榜也曾奪得冠軍。 《One Dance》同時也是目前Spotify串流次數第二多的歌曲，超過十億。而《Views》在4月29日在Apple Music和iTunes獨家釋出，下周在其他各平台上架。這張專輯成為德瑞克最成功的一張，在billboard 200不連續地第一名十周。后德瑞克和未來小子宣布Summer Sixteen Tour。10月29日他釋出三首單曲，分別是《Fake Love》、《Sneakin》、《Two Birds, One Stone》。
在2017年3月18日，德瑞克終於發布原本預定在前一年底發布的新專輯《More Life》。雖然發布形式像是專輯，他堅稱是播放清單(Playlist)。只有《Fake Love》一曲被收錄在《More Life》裡。

### 2018年-《Scorpion》蠍
2018年6月29日，Drake發布了專輯《Scorpion》，是一張雙專輯，共包含25首歌曲，首週空降 Billboard 200 專輯榜冠軍，首週銷量 73.2萬張，其中〈God’s Plan〉、〈Nice for What〉 和 〈In My Feelings〉均登上 Billboard Hot 100 冠軍，而此專輯所有25首歌曲 同時進入 Billboard Hot 100，刷新當時最多歌曲同時上榜的紀錄，Drake也成為第一位單週在 Billboard Hot 100 榜上同時擁有7首前10名歌曲的藝人，打破披頭四（The Beatles）1964年保持的紀錄。

### 2021年-《Certified Lover Boy》
《Certified Lover Boy》是加拿大饒舌歌手Drake的第六張錄音室專輯，於2021年9月3日由OVO Sound和Republic Records發行，首週銷出61.3萬張，登頂Billboard 200，成為Drake第10張冠軍專輯，其中《Way 2 Sexy》（feat. Future & Young Thug）成為Drake第9首Billboard Hot 100冠軍單曲，而《Girls Want Girls》（feat. Lil Baby）、《Fair Trade》（feat. Travis Scott）等歌曲也進入榜單前十，專輯中的21首歌曲全數進入Billboard Hot 100。

### 2022年-《Honestly, Nevermind》
2022年6月17日，德瑞克發布《Honestly, Nevermind》，發行首週即登上美國Billboard 200專輯榜冠軍，成為Drake第十一張冠軍專輯，專輯中的單曲〈Sticky〉和〈Massive〉在美國 Billboard Hot 100 單曲榜上進入前20名，而〈Jimmy Cooks〉則成為Drake第十一首、21 Savage第二首美國冠軍單曲。專輯發行首日即成為 Apple Music 上串流量最高的舞曲專輯，截至2022年11月30日，專輯在美國累計銷售達到728,000張專輯等價單位。這張專輯標誌著Drake音樂風格的轉變，採用了舞曲、浩室音樂和巴爾的摩俱樂部音樂等元素，與他之前的嘻哈風格有所不同。

### 2023年《For All the Dogs》
2023年10月6日，德瑞克發布了《For All the Dogs》，是Drake的第八張錄音室專輯，包含23首曲目，邀請了Teezo Touchdown、21 Savage、J. Cole、Yeat、SZA、PartyNextDoor、Chief Keef、Bad Bunny、Sexyy Red和Lil Yachty等藝人參與。《For All the Dogs》在美國Billboard 200專輯榜上首週即以402,000張專輯等價單位的成績登頂，成為Drake第十三張冠軍專輯。專輯中所有23首歌曲均進入Billboard Hot 100單曲榜，其中7首進入前十名，單曲〈First Person Shooter〉（與J. Cole合作）首週即登上Hot 100冠軍，成為Drake第十三首冠軍單曲。專輯發行首週全球串流播放量達到5.14億次，創下2023年最高的串流週紀錄，Drake在Billboard Hot 100榜單上刷新多項紀錄，包括最多的前五名（41首）、前十名（76首）、前二十名（132首）、前四十名（199首）以及總上榜次數（320首）。

### 2025年-《Some Sexy Songs 4 U》
Drake與PARTYNEXTDOOR於2025年2月14日合作發行了專輯《Some Sexy Songs 4 U》（缩寫為 $$$4U）。《Some Sexy Songs 4 U》包含21首曲目，融合了R&B和嘻哈風格，探討愛情、關係和個人情感等主題，與情人節的發行日期相呼應。該專輯在美國Billboard 200專輯榜首週以 246,000 張專輯等價單位的銷量登頂，成為 PARTYNEXTDOOR 首張冠軍專輯，並使 Drake 獲得第十四張冠軍專輯，與Jay-Z和 Taylor Swift並列為擁有最多冠軍專輯的個人藝人。

## 風格與影響
德瑞克聲稱他深受肯耶·韋斯特、Jay-Z、艾莉雅和他的導師小韋恩的影響。德瑞克稱肯伊·韋斯特是他的偶像之一、在嘻哈界最愛的饒舌歌手之一。德瑞克的音樂才能常被與韋斯特比較。
德瑞克聲稱艾莉婭是「他職業生涯最大的影響」。 “因為我做決定開始做歌手是因為我父親告訴我‘現在沒有一個說唱歌手又能說唱又能演唱並把兩者都做好……要成功的話你必須需要做超出別人現在的所努力的方面。”

## 音樂作品

### 录音室專輯列表
- 2010年：《稍后再谢我》（Thank Me Later）
- 2011年：《保重（英语：Take Care (album)）》（Take Care）
- 2013年：《事過境遷》（Nothing Was The Same）
- 2016年：《傲視（英语：Views (album)）》（Views）
- 2018年：《蠍王（英语：scorpion (album)）》（scorpion)
- 2021年：《认证的可爱男孩（英语：Certified Lover Boy (album)）》（Certified Lover Boy)
- 2022年：《真的，别介意（英语：Honestly, Nevermind (album)）》（Honestly, Nevermind)
- 2023年：《为了所有的狗狗（英语：For All the Dogs (album)）》（For All the Dogs)

### 迷你專輯列表
- 2009年：《So Far Gone（英语：So Far Gone (EP)）》（EP）

### 混音帶列表
- 2015年：《現在才知道那就太晚了》（If You're Reading This It's Too Late）
- 2015年：《见证当下》（What A Time To Be Alive）

### 單曲列表
主条目：德雷克作品列表

## 獎项與提名
主条目：德瑞克的奖项与提名列表

### 葛萊美獎
| 年份   | 獲提名            | 獎項              | 結果 |
| ------ | ----------------- | ----------------- | ---- |
| 2013年 | 《Take Care》     | 最佳饒舌專輯      | 獲獎 |
| 2017年 | 《Hotline Bling》 | 最佳饒舌/演唱表演 | 獲獎 |
| 2017年 | 《Hotline Bling》 | 最佳饒舌歌曲      | 獲獎 |
| 2019年 | 《God's Plan》    | 最佳饒舌歌曲      | 獲獎 |

## 巡演列表

### 個人巡演
- 2010年：Away from Home Tour（英语：Away from Home Tour）
- 2012年：Club Paradise Tour（英语：Club Paradise Tour）
- 2013~2014年：Would You like a Tour?（英语：Would You like a Tour?）

### 合作巡演
- America's Most Wanted Tour (與Young Money) (2009年)
- Drake Vs Lil Wayne (與李·韋恩) (2014年)